# Sekundyn Pollo
Secondo Pollo (ur. 2 stycznia 1908 w Caresanablot  – zm. 26 grudnia 1941) – błogosławiony kościoła katolickiego.
Był drugim z sześciorga dzieci swoich rodziców. Mając 11 lat wstąpił do seminarium, tam skończył gimnazjum i liceum. Potem z polecenia arcybiskupa udał się do Rzymu, studiując filozofię w Papieskim Uniwersytecie św. Tomasza, także teologię w Papieskim Uniwersytecie Gregoriańskim. W dniu 15 sierpnia 1931 roku otrzymał święcenia kapłańskie w Sostegno. Przez dziesięć lat pracował jako nauczyciel gimnazjum, a następnie wykładowca teologii; współpracował też z sekcją młodzieżową Akcji Katolickiej. W czasie II wojny światowej powołano go do wojska, jako kapelana w stopniu porucznika. 25 grudnia 1941, w Czarnogórze, w czasie przemarszu przez góry, został postrzelony, gdy chciał pomóc rannemu żołnierzowi i zmarł następnego dnia. Jego ostatnie słowa brzmiały: Odchodzę do Boga, który jest taki dobry.
Beatyfikował go Jan Paweł II w dniu 23 maja 1998 roku w Vercelli.